# Ophion cortesi
Ophion cortesi là một loài tò vò trong họ Ichneumonidae.